# Брус Василь Хомич
Василь Хомич Брус (нар. 27 липня 1954, село Остапківці, тепер Немирівського району Вінницької області) — український діяч, голова Івано-Франківської обласної ради (2002—2006 рр.). Кандидат економічних наук (2003), доцент (2007).

## Життєпис
У вересні 1971 — жовтні 1972 року — учень Брацлавського сільськогосподарського технікуму Вінницької області. У листопаді 1972 — листопаді 1974 року — служба у Радянській армії. У листопаді 1974 — квітні 1976 року — учень Брацлавського сільськогосподарського технікуму Вінницької області за спеціальністю електрифікація сільського господарства. Здобув кваліфікацію техніка-електрика.
У червні 1976 — грудні 1983 року — інженер Галицького районного об'єднання «Сільгосптехніка» Івано-Франківської області. Член КПРС.
У грудні 1983 — квітні 1985 року — інструктор організаційного відділу Галицького районного комітету КПУ Івано-Франківської області.
У 1984 році закінчив заочно Івано-Франківський інститут нафти і газу за спеціальністю електропостачання промислових підприємств‚ міст і сільського господарства (інженер-електрик).
У квітні 1985 — червні 1988 року — голова Галицького районного комітету народного контролю Івано-Франківської області.
У червні — листопаді 1988 року — інструктор, а у листопаді 1988 — липні 1989 року — відповідальний організатор відділу організаційно-партійної і кадрової роботи Івано-Франківського обласного комітету КПУ.
У липні 1989 — лютому 1991 року — голова виконавчого комітету Богородчанської районної ради народних депутатів Івано-Франківської області. У лютому 1991 — квітні 1992 року — 1-й заступник голови виконавчого комітету Богородчанської районної ради народних депутатів Івано-Франківської області.
У квітні 1992 — червні 1994 року — представник Президента України в Богородчанському районі Івано-Франківської області. У червні 1994 — липні 1995 року — голова Богородчанської районної ради народних депутатів Івано-Франківської області. У липні 1995 — вересні 1999 року — голова Богородчанської районної державної адміністрації Івано-Франківської області.
У 1997 році закінчив заочно Прикарпатський університет імені Василя Стефаника за спеціальністю правознавство (юрист), а у 1999 році закінчив заочно Прикарпатський університет імені Василя Стефаника за спеціальністю облік і аудит (бухгалтер-економіст).
У вересні 1999 — квітні 2002 року — 1-й заступник голови Івано-Франківської обласної державної адміністрації.
25 квітня 2002 — 11 травня 2006 року — голова Івано-Франківської обласної ради.
У 2003 році захистив кандидатську дисертацію «Розвиток різноукладності у сільському господарстві регіону».
У лютому 2007 — вересні 2013 року — заступник голови Івано-Франківської обласної державної адміністрації. У вересні 2013 — 2014 роках — директор департаменту агропромислового розвитку Івано-Франківської обласної державної адміністрації.

## Нагороди
- орден «За заслуги» ІІ ступеня (.06.2009)[5]
- орден «За заслуги» III ступеня (.12.2003)[6]
- почесна грамота Верховної Ради України (04.2004)
- заслужений будівельник України (.04.2002)